# Engenharia de alimentos

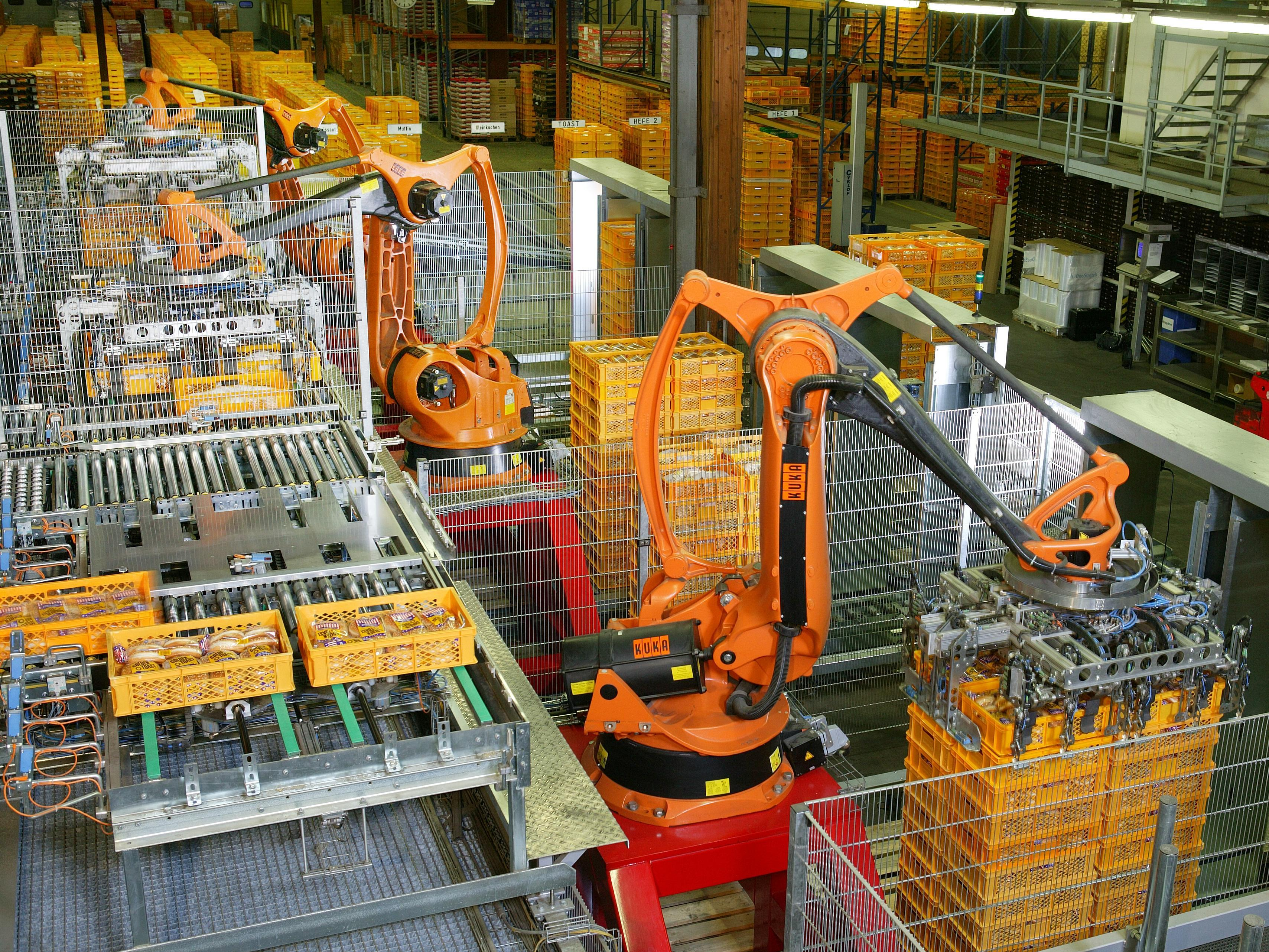
Engenheiros de Alimentos devem ser capazes de compreender e aprimorar os processos industriais.

A Engenharia de Alimentos é o ramo da engenharia que engloba relacionados com a industrialização de alimentos, seja no desenvolvimento, fabricação, conservação, armazenamento, transporte e comercialização.  A engenharia de alimentos inclui, mas não se limita, a aplicação de conceitos e métodos da engenharia química e engenharia agrícola.
Ele participa desde o início, da pesquisa para novos produtos e seus ingredientes, até a definição das embalagens e armazenagem desses alimentos industrializados prontos.
Ele seleciona a matéria-prima, por exemplo, leite, carnes, peixes, legumes e frutas, definindo, a partir daí, a melhor forma de armazenagem, acondicionamento e preservação dos produtos, projetando embalagens adequadas.
Esse profissional também define e fiscaliza os padrões de controle de qualidade da indústria, testa produtos (cor, sabor, consistência), cria e testa formulações, com o objetivo de determinar o valor nutricional de alimentos produzidos, e até desenvolve novos equipamentos para o mercado.
Ele ainda coordena análises realizadas em laboratórios, organizando os métodos e sistemas utilizados para garantir a qualidade das matérias-primas e dos produtos já processados.
Além disso, também é função desse engenheiro ficar ligado nas legislações vigentes a respeito de embalagens e da quantidade de substâncias (nocivas ou não) permitidas em determinado produto.
Com relação a questões de proteção ao meio ambiente e sustentabilidade, o engenheiro de alimentos é responsável por definir métodos de tratamento de resíduos.
Ele define o que pode ser descartado e de que maneira, e também o que pode ser reciclado ou reaproveitado na indústria alimentícia.
Este ramo da engenharia está baseado nas aplicações de recursos tecnológicos na formação de profissionais que atuam nas principais etapas da cadeia de produção dos alimentos industrializados, assim trabalham desde a chegada das matéria-primas até um produto final embalado e rotulado. Para que todo esse processo ocorra, é necessário uma vasta gama de conhecimentos em física, química, matemática e biologia, além de conceitos de economia e administração. Esse enfoque no processo produtivo em si diferencia esta área do conhecimento da nutrição, com o qual pode ser por vezes confundido. Não obstante, o engenheiro dos alimentos deve obrigatoriamente ter sólidos conceitos de nutrição, pois, de modo contrário, não seria possível a produção de alimentos com características nutricionais desejadas.

## Formação Acadêmica

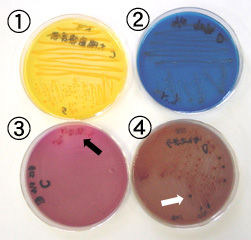
Distinguindo Escherichia coli (1 e 3) de Salmonella enterica Typhimurium (2 e 4) recorrendo a meios diferenciais. Conhecimentos sobre microbiologia dos alimentos são muito importantes nesta engenharia.

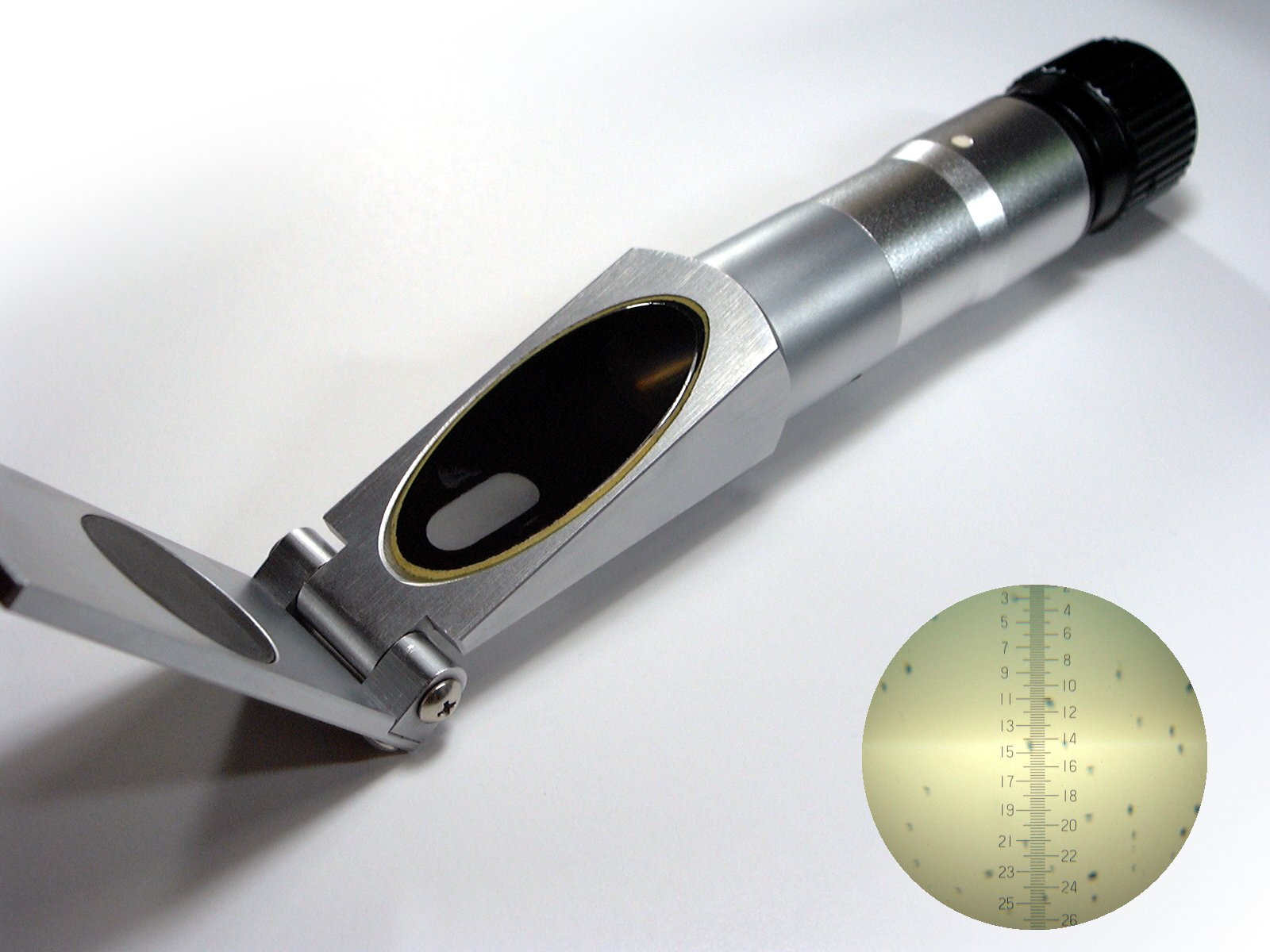
Um refractómetro manual, usado para medir o índice de Brix de frutas. No detalhe, visão da escala do aparelho.

A Engenharia de Alimentos é uma profissão de caráter multidisciplinar, pois abrange uma grande quantidade de diferentes campos de conhecimento na área de ciências básicas e tecnológicas, além de alguns conhecimentos da área de saúde e humanas. Esse caráter multidisciplinar é conseqüência do tipo de informações necessárias para o domínio da industrialização, conservação e comercialização de alimentos.
Em geral, os dois primeiros anos são de formação básica com aulas de matemática, química, bioquímica, físico-química e termodinâmica. Depois, o currículo enfatiza as disciplinas mais técnicas ligadas à produção e à conservação dos vários tipos de alimento. Os conteúdos das áreas de economia e administração dão fundamento para o futuro profissional atuar em gerenciamento industrial. O estágio é obrigatório no último ano.
| Ciências Básicas | Tecnológicas | Saúde      | Humanas                                                        | Disciplinas específicas |
| --- | --- | ---------- | -------------------------------------------------------------- | --- |
| - Matemática - Estatística - Física - Físico-química - Química - Química orgânica - Bioquímica - Biologia - Genética | - Programação - Processos de separação - Reologia - Termodinâmica - Operações unitárias - Refrigeração - Fenômenos de transporte - Mecânica dos Fluidos - Transferência de Calor - Transferência de Massa - Enzimologia - Microbiologia - Biotecnologia - Biomateriais - Psicrometria | - Nutrição | - Controle de qualidade - Administração - Economia - Marketing | - Tecnologia de alimentos - Segurança alimentar - Microbiologia de alimentos - Bromatologia - Química de alimentos - Microbiologia de alimentos - Análise sensorial - Embalagem e armazenamento - Matérias primas agropecuárias |

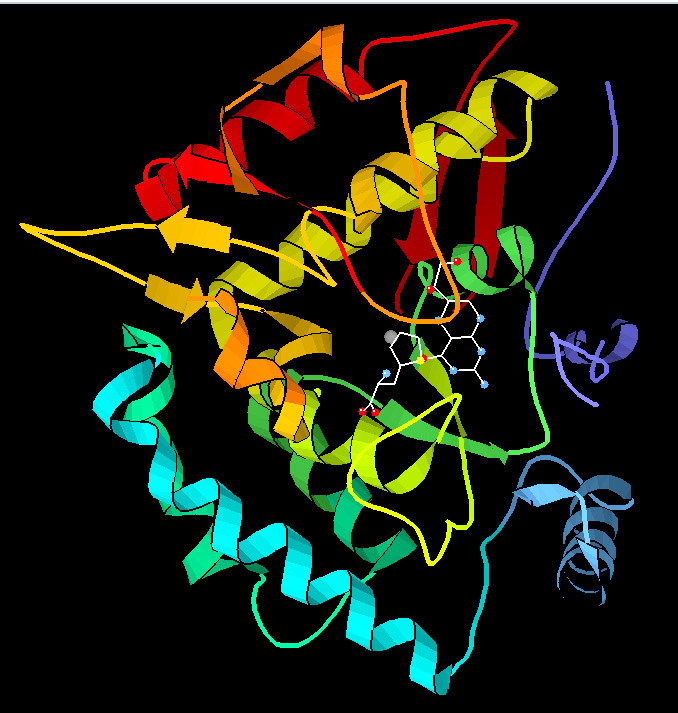
Esquema da Fenilalanina hidroxilase. O Conhecimento das enzimas e de seus mecanismos, estabilidade, atividade e inativação são de fundamental importância para o engenheiro de alimentos.

O conhecimento das interações entre processo e alimento visam o controle das condições que proporcionam os padrões de qualidade desejados, a evolução de técnicas tradicionais e a viabilização de produtos inéditos no mercado.
Além disso, o engenheiro de alimentos pode fazer os cálculos dos processos industriais, por exemplo, a aceleração de uma esteira para o preenchimento de garrafas de cerveja numa fábrica, usando cálculo diferencial, a concetração de determinada entidade química que atua num alimento durante seu processamento, ou mesmo o balanço de massa, de energia e de material empregado na fabricação de alimentos.

## Reconhecimento e regulamentação pela legislação brasileira
O Curso de Engenharia de Alimentos foi reconhecido pelo Governo Brasileiro através do Decreto N° 68644 de 21/05/1971 e seu currículo mínimo foi estabelecido na nova concepção de ensino de Engenharia no Brasil nas resoluções do Conselho Federal de Educação 48/76 e 52/76 e Portaria 1695/94 do Ministério da Educação e dos Desportos.

### Regulamentação da Profissão
A profissão de Engenheiro de Alimentos foi regulamentada através da lei n° 5.194 de dezembro de 1966 e da Resolução 218 de 29/06/1973 do Conselho Federal de Engenharia, Arquitetura e Agronomia (CONFEA). A lei dispõe sobre as atividades profissionais, caracterizando o exercício profissional como de interesse social e humano. Para tanto, especifica que atividades do engenheiro deverão importar na realização de empreendimentos tais como: aproveitamento e utilização de recursos naturais do país e o desenvolvimento industrial e agropecuário do Brasil.
A lei, que é referente aos engenheiros de todas as modalidades, dispõe sobre o uso de títulos profissionais, sobre o exercício legal da profissão, sobre as atribuições profissionais e sua coordenação. Assim sendo, as atividades do Engenheiro de Alimentos estão assim designadas:
1. Supervisão, coordenação e orientação técnica.
2. Estudo, planejamento, projeto e especificações.
3. Estudo de viabilidade técnico-econômica.
4. Assistência, assessoria e consultoria.
5. Direção de obra e serviço.
6. Vistoria, perícia, avaliação arbitramento, laudo e parecer técnico.
7. Desempenho de cargo e função técnica.
8. Ensino, pesquisa, análise, experimentação, ensaio e divulgação técnica, extensão.
9. Elaboração de orçamento.
10. Padronização, mensuração e controle de qualidade.
11. Execução de obra e serviço técnico.
12. Fiscalização de obra e serviço técnico.
13. Produção técnica e especificação.
14. Condução e trabalho técnico.
15. Condução de equipe de instalação, montagem, operação, reparo e manutenção.
16. Execução de instalação, montagem e reparo.
17. Operação e montagem de equipamento e instalação.
18. Execução de desenho técnico.

O desempenho dessas atividades refere-se à indústria de alimentos, acondicionamento, preservação, transporte e abastecimento de produtos alimentares, seus serviços afins e correlatos.

## Atuação do engenheiro de alimentos

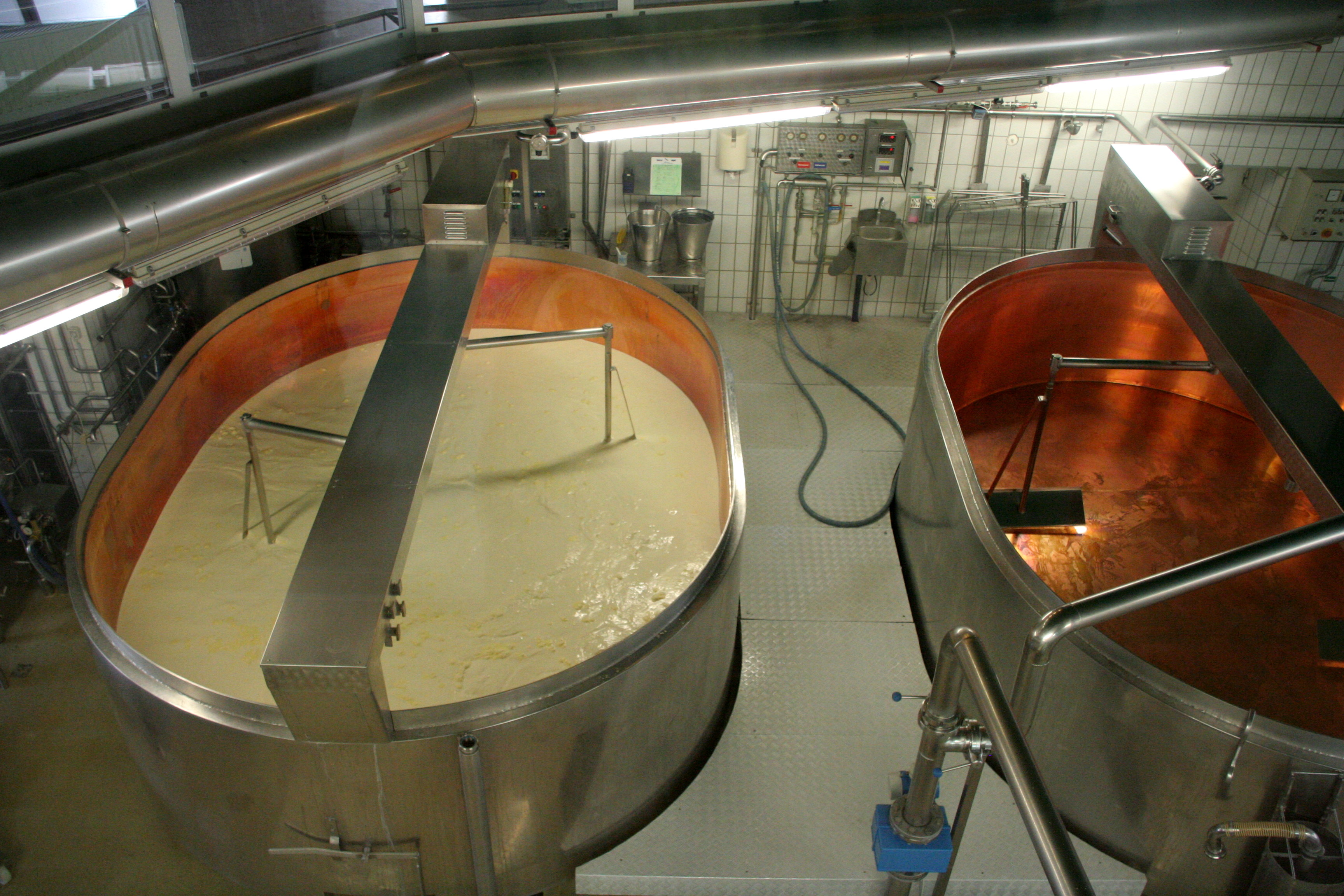
Produção de queijo. A indústria alimentícia é o principal área de atuação do engenheiro de alimentos

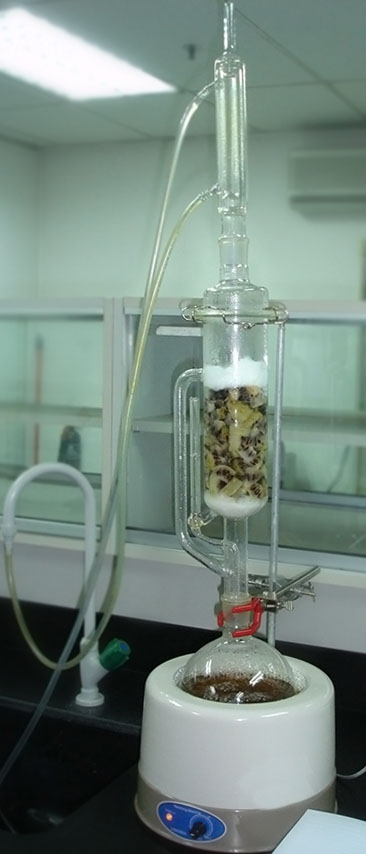
Extração e quantificação de gordura em alimentos, usando o método de soxhlet. o engenheiro de alimentos deve ter noções de análises químicas aplicadas a alimentos.

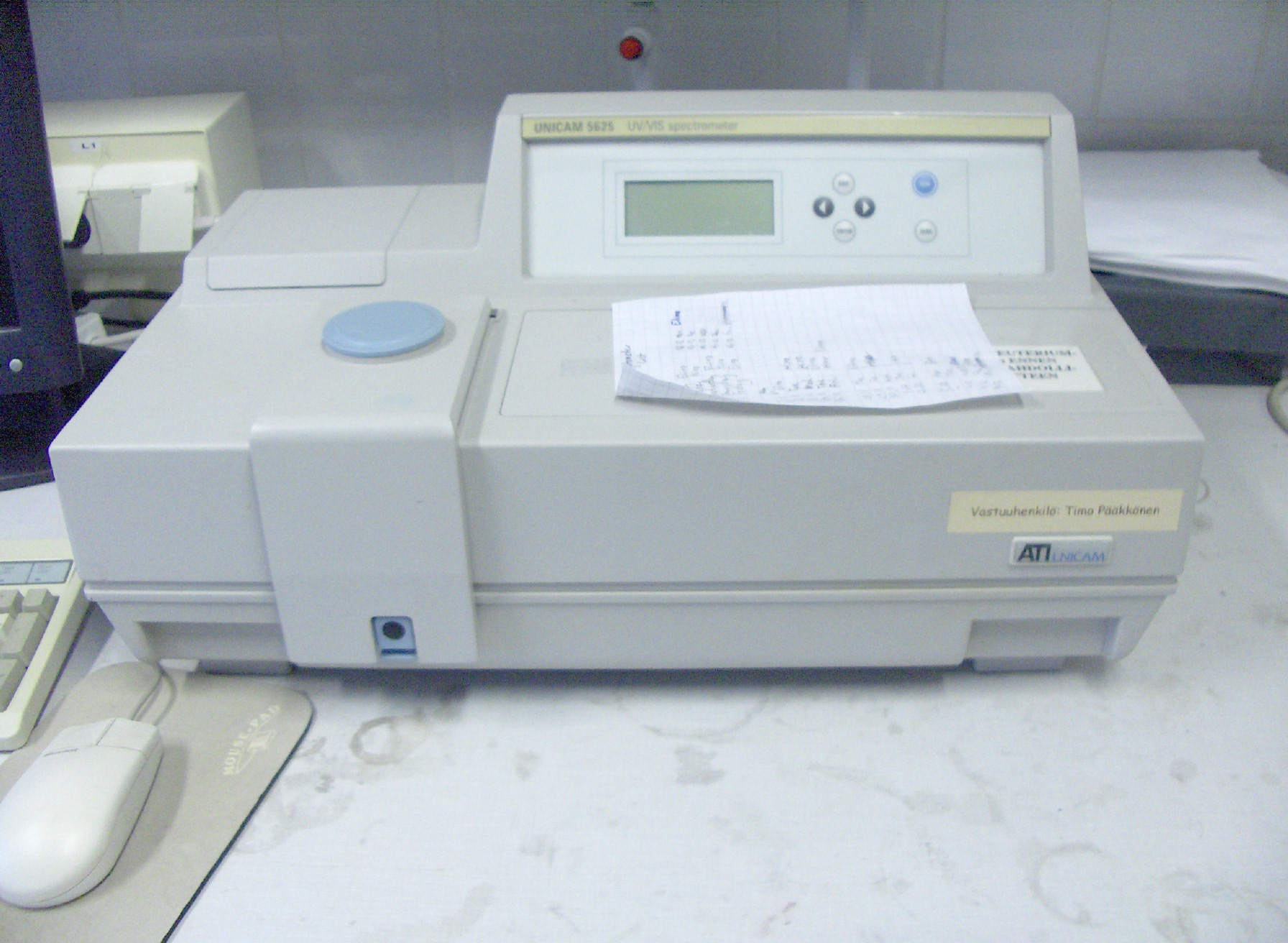
Espectrofotometria em alimentos. A espectrofotometria é mais uma forma do engenheiro alimentar determinar concentrações de determinados componentes nos alimentos.

### Áreas de atuação
O engenheiro de alimentos possui competências para atuar dentro dos seguintes segmentos:
- Indústria de produtos alimentícios
- Indústria de insumos, equipamentos e embalagens para a indústria alimentícia
- Empresas de Serviços
- Órgãos e instituições públicas
- Fiscalização e auditorias
- Consultoria
- Instituições de ensino
- Instituições de pesquisa
- Em áreas de fármacos

### Tipos de atividade exercidas
Em função de sua formação e áreas de atuação, são exercidas atividades nas seguintes áreas:
Produção/Processos
Planejar, implementar, racionalizar e melhorar o processos e fluxos produtivos para incremento da qualidade e produtividade, e para redução dos custos industriais, incluindo a parte de automação.
Garantia da Qualidade
Determinar padrões de qualidade e procedimentos operacionais para os processos desde a matéria-prima até o transporte do produto final. Planejar e implementar estruturas para análise e monitoramento destes processos, treinar pessoal para prática da qualidade como rotina operacional. Organizar métodos e sistemas de controle de qualidade das matérias-primas e do produto processado nas indústrias alimentícias.
Pesquisa e Desenvolvimento
Desenvolvimento de produtos e tecnologias com objetivo de atingir novos mercados, reduzir desperdícios, reutilizar subprodutos e aproveitar os recursos naturais disponíveis. Criar e aperfeiçoar produtos de acordo com as necessidades do mercado. Pesquisar e elaborar tecnologias de produção.
Projetos
Planejar, executar, implantar e fazer avaliação de viabilidade econômica de projetos para unidades de processamento ("plant lay-out", instalações industriais, equipamentos, distribuição, etc.), bem como avaliar a viabilidade econômica de novas indústrias, estudando as oportunidades de mercado, os custos, as instalações e os equipamentos.
Tratamento de resíduos
Definir métodos de descarte, reciclagem e possível reaproveitamento de resíduos da indústria alimentícia, protegendo o meio ambiente.
Comercial / Marketing
Utilizar do conhecimento técnico como diferencial de marketing na prospecção e abertura de mercados, na assistência técnica, no desenvolvimento de produtos junto aos clientes e apoio à área de vendas. Comercializar matérias-primas, aditivos e equipamentos para indústrias alimentícias e também produtos de toda a cadeia produtiva de alimentos para o consumo.
Fiscalização de Alimentos e Bebidas
Atuar junto aos órgãos governamentais de âmbito municipal, estadual e federal, objetivando o estabelecimento de padrões de qualidade e identidade de produtos, e na aplicação destes padrões pelas indústrias, garantindo assim, os direitos do consumidor.
Consultoria
Auxiliar na implantação e administração de unidades industriais, quanto aos aspectos relevantes como instalações, aspectos legais, tecnologia de processamento, garantia da qualidade entre outros.
Docência
Atuar na formação de profissionais na área de engenharia, ciência e tecnologia de alimentos bem como em áreas correlatas. De modo geral, para ensino em cursos de graduação, é exigido mestrado e/ou doutorado.

## Diferenças entre Ciência, Engenharia e Nutrição
Em suma, as três faculdades estão intrinsecamente ligadas, e a grade curricular das três possuem diversas disciplinas e conceitos básicos que se cruzam. Oque as difere por fim são o foco que cada uma dá ao alimento, matéria-prima e consumidor.
- Ciências dos Alimentos: Tem como foco o estudo do alimento (matéria-prima e produto final), o estudo e otimização de processos tecnológicos, controle de qualidade dos alimentos, pesquisa e desenvolvimento (P&D), e o comportamento sócio-cultural do alimento na sociedade.
- Engenharia de Alimentos: O engenheiro estuda os processos de produção, estocagem, acondicionamento, conservação e garantia da qualidade dos alimentos. Pode também trabalhar com a administração geral dos processos tecnológicos e no desenvolvimento de procedimentos e máquinas ligadas à produção de alimentos.
- Nutrição: Estudo dos nutrientes e do comportamento do alimento no organismo humano. Coordena a alimentação em instituições diversas como escolas, empresas, hospitais, spas, etc., visando uma alimentação saudável e de acordo com as necessidades das pessoas.